# 久松定智
久松 定智（ひさまつ さだとも、1979年3月4日 - ）は、日本の農学者、昆虫学者。人間環境大学フィールド生態学科准教授。愛媛大学大学院連合農学研究科にて博士号（農学）取得。甲虫目の分類学を専門としており、なかでもケシキスイ上科が専門である。昆虫の保全へ向けた調査研究も行っていて、特にトンボ目を中心とした生息地の整備やレッドリスト作成へ向けた定量的調査も行ってる。伊予松山藩主久松家の第21代当主であり、一般財団法人久松記念財団理事長も務める。父は久松定成、祖父は元愛知県知事の久松 定武伯爵、曾祖父は陸軍中将だった久松定謨伯爵。

## 受賞歴
- あきつ賞 愛媛県のトンボ 日本昆虫学会[2]
- 特に優れた業績による奨学金返還免除（全額免除）日本学生支援機構[2]

## 論文
- 山内健生・久松定智 (2013) 屋久島の原生的照葉樹林とスギ人工林におけるケシキスイ相. さやばね (ニューシリーズ), 11: 19-23[4].